# Jadwiga Dmochowska

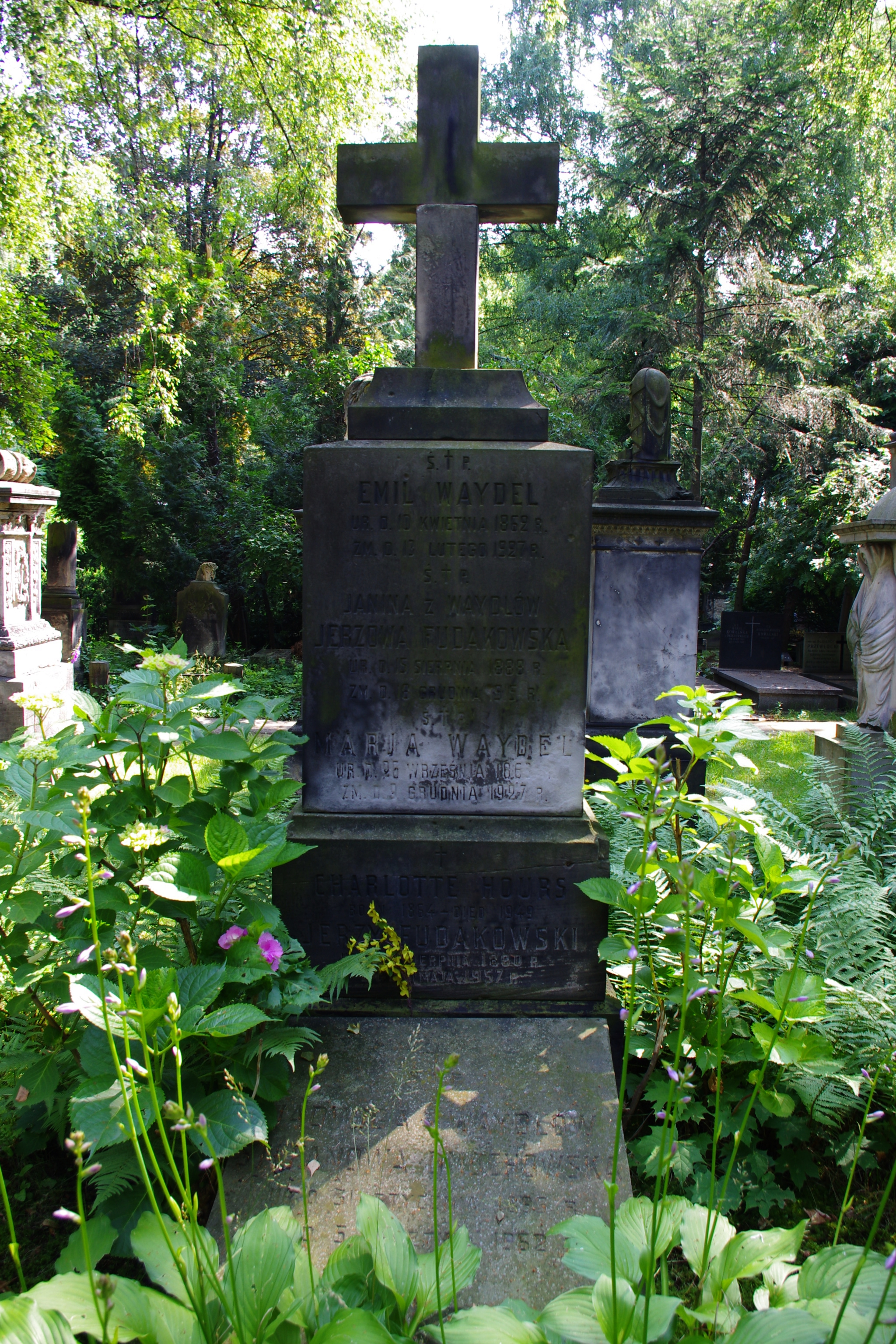
Grób Jadwigi Dmochowskiej na cmentarzu reformowanym przy ul. Żytniej w Warszawie

Jadwiga Dmochowska z domu Waydel (ur. 31 stycznia 1893 w Warszawie, zm. 5 kwietnia 1962 tamże) – polska tłumaczka z języków: angielskiego, rosyjskiego, francuskiego i niemieckiego.

## Życiorys
Córka adwokata i działacza postępowego Emila Waydla (1862–1927) i jego żony Wandy Lubińskiej 2 voto Józefowej Pankiewiczowej. Po rozwodzie rodziców, wychowywana przez ojca, była jak on ewangeliczką reformowaną. 
W okresie dzieciństwa i wczesnej młodości, aż do zamążpójścia, mieszkała w Pałacu Teppera, w mieszkaniu swego ojca. Jako żona ziemianina Stefana Dmochowskiego, kuzyna Henryka Sienkiewicza, w okresie międzywojennym mieszkała we dworze Dmochowskich w miejscowości Burzec na ziemi łukowskiej, który Sienkiewicz wspomniał w Potopie (tam czyniąc go własnością Skrzetuskich).
Przyjaciółka Jadwigi Witkiewiczowej, z domu Unrug, żony Witkacego. 
Autorka wspomnień Dawna Warszawa, wydanych w 1958 oraz Jeszcze o dawnej Warszawie, wydanych w 1960.
Pochowana na warszawskim cmentarzu ewangelicko-reformowanym w grobie rodzinnym (kwatera E-3-2).

## Publikacje
- Dawna Warszawa, 1958.
- Jeszcze o dawnej Warszawie, 1960.
- W kręgu Pankiewicza, 1962.

## Ważniejsze przekłady
- Jane Austen Emma
- Daniel Defoe Dziennik roku zarazy
- Klaus Mann Mefisto
- Pierre La Mure Moulin Rouge
- Louis Aragon Wielki Tydzień
- Iwan Turgieniew Rudin, Zapiski myśliwego (współprzekład)
- Lew Tołstoj Opowiadania
- William Saroyan Śmierć nie omija Itaki